# 長紋孔弄蝶
長紋孔弄蝶（學名：Zinaida zina）。，又名長紋禪弄蝶。